# Eragrostis milnei
Eragrostis milnei là một loài thực vật có hoa trong họ Hòa thảo. Loài này được Launert ex Cope mô tả khoa học đầu tiên năm 1998.